# Wesley Hills
Wesley Hills är en ort (village) i Rockland County i delstaten New York. Vid 2020 års folkräkning hade Wesley Hills 6 116 invånare.